# Mahadevapura, Bangarapet
Mahadevapura là một làng thuộc tehsil Bangarapet, huyện Kolar, bang Karnataka, Ấn Độ.